# Johann Gottlieb Graun
Johann Gottlieb Graun (Wahrenbrück (Brandenburg), 28 oktober 1703 - Berlijn, 27 oktober 1771) was een Duitse violist en componist. Hij is een leerling van Johann Georg Pisendel en Giuseppe Tartini. Hij is bekend als de vioolleraar van Wilhelm Friedemann Bach en Franz Benda.

## Biografie
Johann Gottlieb was een broer van August Friedrich Graun en Carl Heinrich Graun die beide componist en cantor waren. In het Kreismuseum Bad Liebenwerda in Bad Liebenwerda is een permanente tentoonstelling aan de drie broers gewijd.
Johann Gottlieb begon zijn opleiding als zanger in Dresden en nam les bij Pisendel. In 1723 trok Graun naar Praag om verder te studeren bij Tartini. Nadat hij als concertmeester had gediend in Merseburg en de zoon van Bach vioolles had gegeven, trok hij naar zijn broer Carl Heinrich Graun. Johann Gottlieb kwam eveneens in dienst bij kroonprins Frederik de Grote, achtereenvolgens in Neuruppin, Rheinsberg en Berlijn. 
Johann Gottlieb componeerde 400 werken, waaronder ouvertures, symfonieën, solo concerten (voornamelijk voor viool en klavecimbel), concerti grossi, triosonates, kwartetten, cantates en liederen. Zijn muziek is fris en energiek. Er is slechts weinig van zijn werk in druk verschenen.